# Luke Hemmings
Luke Robert Hemmings (né le 16 juillet 1996) est un auteur-compositeur-interprète et musicien australien, connu principalement pour être le chanteur et guitariste du groupe de pop rock australien 5 Seconds of Summer. Depuis 2014, 5 Seconds of Summer a vendu plus de 10 millions d'albums, vendu plus de deux millions de billets de concert dans le monde. Le groupe cumule un total d'écoute qui dépasse les 7 milliards, ce qui en fait l'une des exportations musicales australiennes les plus réussies de l'histoire,,,.
Son premier album studio, When Facing the Things We Turn Away From, est sorti le 13 août 2021. When Facing the Things We Turn Away From a fait ses débuts au sommet du palmarès des albums ARIA et a atteint un sommet dans le top 20 en Belgique, en Écosse et au Royaume-Uni.

## Jeunesse
Luke Hemmings est né le 16 juillet 1996 et a grandi dans la banlieue de Freemans Reach dans le district de Hawkesbury en Nouvelle-Galles du Sud (Australie). Son père - Andrew Hemmings - était auparavant employé comme ouvrier d'entretien, tandis que sa mère - Liz Hemmings (née Pascoe) - est une ancienne comptable devenue professeur de mathématiques au lycée, qui travaille maintenant dans la photographie,. Luke Hemmings a deux frères aînés : Ben et Jack, travaillant auparavant comme constructeurs. Jack possède maintenant une marque de vêtements de rue,. Hemmings évoque une partie de son éducation dans la classe ouvrière dans une interview : "Les débuts [du groupe] étaient si humbles. [. . . ] J'ai grandi dans une petite maison au milieu de nulle part". À l'âge de 10 ans, les frères de Luke Hemmings lui ont appris à jouer de la guitare. Plus tard, il suivit des cours et apprit davantage à jouer de la guitare via des vidéos explicatives sur YouTube . Finalement, Luke Hemmings a commencé à jouer dans la rue tout au long de sa vingtaine.
En 7e année (équivalent de la 6e en France), Hemmings a changé d'école, fréquentant le Norwest Christian College, où il a rencontré les futurs camarades du groupe, Calum Hood et Michael Clifford. Plus tard, il révèle qu'il n'aimait pas et était «l'ennemi» de Clifford. Hemmings s'est finalement lié d'amitié avec Hood après avoir interprété une reprise de Secondhand Serenade lors d'un spectacle de talents à l'école, et s'est ensuite lié d'amitié avec Clifford après avoir appris qu'ils avaient des goûts musicaux similaires. Après la montée en puissance du groupe, Hemmings a poursuivi ses études secondaires, choisissant de passer à une formation à distance. En 2013, il a choisi de ne pas terminer la 12e année (équivalent de la 1re en France), la dernière année du secondaire en Australie, en raison de son engagement dans la musique,.

## Carrière

### 2011 - aujourd'hui: 5 Seconds of Summer
En 2011, à l'âge de quatorze ans, Luke Hemmings a commencé à publier des reprises de chansons sous forme de vidéos sur YouTube, sous le nom d'utilisateur « hemmo1996 ». La première vidéo de Luke Hemmings, une reprise de Please Don't Go de Mike Posner, est mise en ligne le 3 février 2011. Alors que les reprises de Hemmings commencent à gagner en popularité sur la plate-forme, il invite Hood et Clifford[Qui ?] à rejoindre ses vidéos. Le trio a finalement ajouté un ami commun, Ashton Irwin, à leurs vidéos, formant la composition actuelle de 5 Seconds of Summer. Leur premier concert officiel a lieu le 3 décembre 2011 dans un bar de leur ville natale. Après des mois de publication de reprises de chansons ensemble, le groupe commence à susciter l'intérêt des principaux labels et éditeurs de musique ; il signe un contrat d'édition avec Sony/ATV Music Publishing. Luke Hemmings a depuis sorti quatre albums studio avec le groupe, chacun ayant rencontré un succès.

### 2021: Carrière solo:When Facing the Things We Turn Away From
En juin 2021, Hemmings a annoncé son premier album solo When Facing the Things We Turn Away From, sorti le 13 août 2021. L'album a été précédé des singles "Starting Line", "Motion" et "Place in Me".

## Vie privée
En 2015, Hemmings a entamé une relation intermittente avec l'influenceuse Arzaylea Rodriguez,. Le couple a mis fin à leur relation en mai 2017.
Le 8 juin 2021, Hemmings a publié sur son compte Instagram annonçant ses fiançailles avec sa petite amie depuis trois ans, Sierra Deaton. Le couple vit actuellement ensemble à Los Angeles.

## Discographie

### Albums studio
| Titre                                    | Détails                                                                                                  |
| ---------------------------------------- | --- |
| When Facing the Things We Turn Away From | - Sortie : 13 août 2021 - Label : Sony Music Australia - Formats : CD, streaming, téléchargement digital |

### Singles
| Titre           | Année | Album                                    |
| --------------- | ----- | ---------------------------------------- |
| "Starting Line" | 2021  | When Facing the Things We Turn Away From |
| "Motion"        | 2021  | When Facing the Things We Turn Away From |
| "Place in Me"   | 2021  | When Facing the Things We Turn Away From |
| "Baby Blue"     | 2021  | When Facing the Things We Turn Away From |

### Crédits
| Année | Titre                | Artiste           | Album            | Notes                                 |
| ----- | -------------------- | ----------------- | ---------------- | ------------------------------------- |
| 2014  | "Teenage Queen"      | Donghae & Eunhyuk | Ride Me          | Compositeur                           |
| 2017  | "Who's Laughing Now" | Goldfinger        | The Knife        | Compositeur                           |
| 2019  | "Forgive"            | Gnash             | Non-album single | Co-auteur, compositeur, guitare, voix |